# ムハンマド・アリー
ムハンマド・アリー・パシャ（アラビア語: محمد علي باشا, ラテン文字転写: Muḥammad ʿAlī Bāšā、1769年3月4日 - 1849年8月2日）は、オスマン帝国の属州エジプトの支配者で、ムハンマド・アリー朝の初代ワーリー（在位：1805年5月17日 - 1848年3月2日）。メフメト・アリー（トルコ語: Mehmet Ali）ともいう。
エジプト・シリア戦役においてオスマン帝国がエジプトへ派遣した300人の部隊の副隊長から頭角を現し、熾烈な権力闘争を制してエジプト総督に就任。国内の支配基盤を固めつつ、近代性と強権性を併せもった富国強兵策を推し進め、アラビア半島やスーダンに勢力を伸ばし、遂にはオスマン帝国からシリアを奪うに至る。
最終的に、勢力伸長を危険視したイギリスの介入によりその富国強兵策は頓挫したが、エジプトのオスマン帝国からの事実上の独立を達成し、その後のエジプト発展の基礎を築いた。近代エジプトの父、エル・キビール（大王）と呼ばれ、崩御後もエジプトの強さと先進性の象徴であり続けている。

## 生涯

### 生い立ち

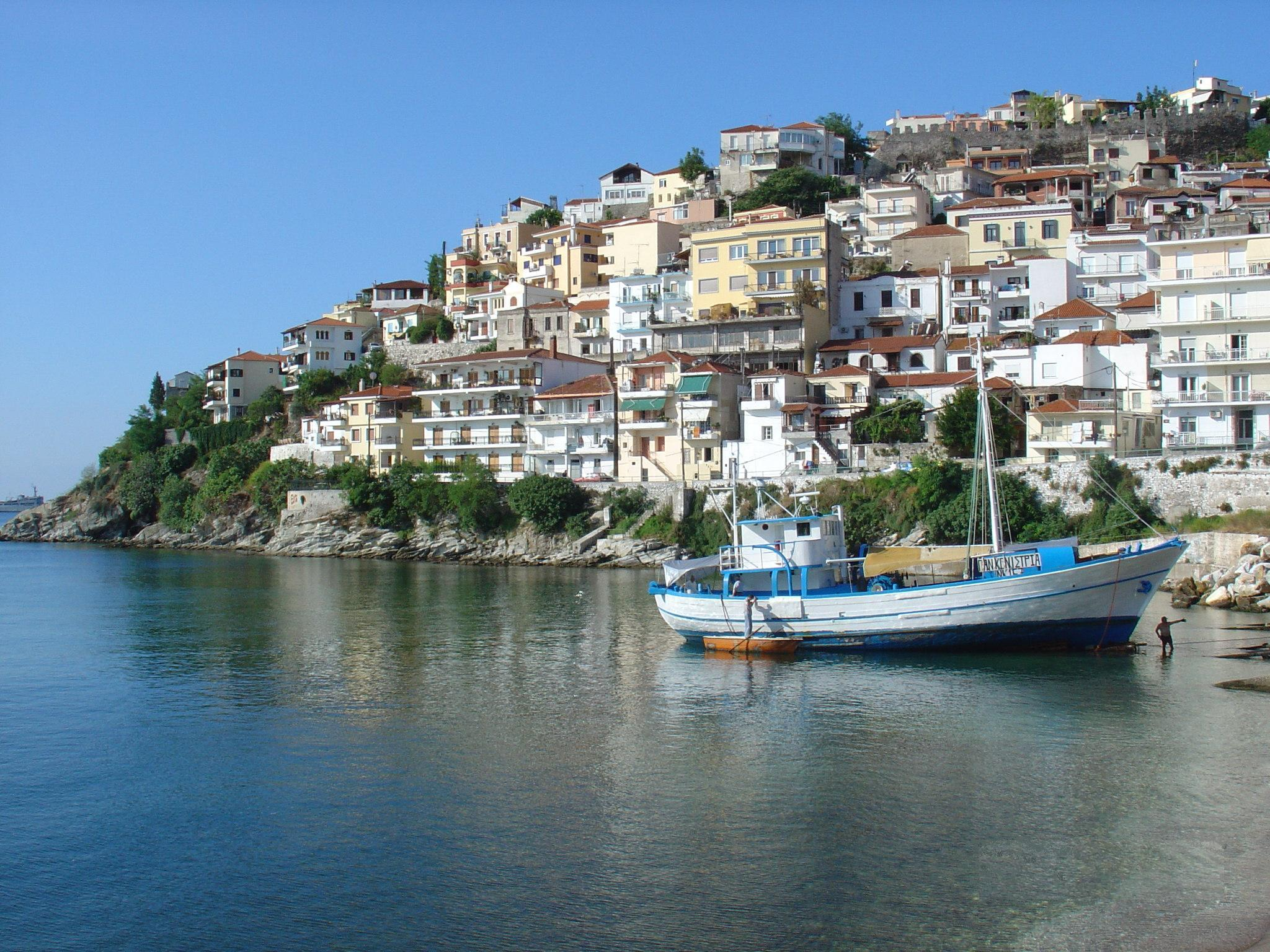
カヴァラ

当時オスマン帝国領であったカヴァラ（帝国の欧州側・バルカン半島のマケドニア地方東部の港町。現ギリシャ領テッサロニキ近郊）に生まれる。生年については諸説あるが、ムハンマド・アリー自身は1769年生まれと称し、「私はアレクサンダーの故郷で、ナポレオンと同じ年に生まれた」と語ることを好んだと言われている。民族的な出自はアルバニア系ともトルコ系ともイラン系ともクルド系とも言われるが、アルバニア系とする見解が主流である。いずれにしても欧州出身ということになる。父のイブラーヒーム・アーガーは街道の警備を担当する非正規部隊の司令官で、母のハドラはカヴァラ市長官の親戚であった。幼い頃に父を失ったムハンマド・アリーは市長官のもとに預けられて成長し、18歳のとき市長官の親戚の女性と結婚して父の職を引き継いだ。前半生は多分に伝説的で、ムハンマド・アリーがこの時期の自分自身について言及することはなかった。岩永博によると、「比類ない出世を遂げた偉大な君主の、後身に釣り合わない青年時代の身分の卑しさを修飾する捏造」が疑われる言い伝えも存在する。

### エジプト・シリア戦役、カイロ暴動を経てエジプト総督に就任
1798年、イギリスとの間でエジプト経由の交易路を巡る外交戦を展開していたフランスが、自国商人の保護を理由にエジプトへの侵攻を開始した（エジプト・シリア戦役）。エジプトの宗主国であるオスマン帝国はこれに対抗するべく、カヴァラ市に対しアルバニア人非正規部隊300人の派遣を命じた。この部隊の副隊長として戦功を挙げたムハンマド・アリーは、6000人からなるアルバニア人非正規部隊全体の副司令官へと昇進した。
遡ってフランス軍の侵入以前、18世紀エジプトではマムルークたちがエジプト総督（ワーリー）を差し置いて政治の実権を掌握し、オスマン帝国からの独立を宣言するマムルークも現れていた。18世紀後半にはマムルークの派閥抗争に支配権回復を図るオスマン帝国の巻き返しが絡む権力闘争が展開され、エジプトの政治情勢は混迷を極めた。イギリス軍がフランス軍を破り、さらに両国の間に講和条約（アミアンの和約）が結ばれイギリス軍がエジプトから撤退（1803年3月）した後のエジプトでは、オスマン帝国の総督および正規軍、アルバニア人非正規部隊、親英派マムルーク、反英派マムルークが熾烈な権力闘争を繰り広げた（カイロ暴動）。カイロ暴動の最中の1803年5月、アルバニア人非正規部隊の司令官ターヘル・パシャが暗殺され、ムハンマド・アリーが後任の司令官に就任した。これをきっかけに、ムハンマド・アリーはエジプトにおける権力闘争に割って入った。ムハンマド・アリーはまず、マムルークと協力してオスマン帝国が任命した総督を無力化し、次にマムルーク内の派閥抗争を利用しつつカイロ周辺からマムルーク勢力を排除した。さらに自らがエジプト総督に推したアフマド・フルシド・パシャと対立すると総督に対するカイロ市民の不満を巧みに自身への支持に絡げ、1805年5月にはウラマー（宗教指導者）たちから新総督への推挙を受けることに成功した。ムハンマド・アリーが市民の支持を背景に新総督への就任を宣言すると、オスマン帝国政府もこれを追認せざるを得なくなった。
ムハンマド・アリーが数年のうちにアルバニア人非正規部隊の司令官からエジプト総督まで登りつめた過程について、フランスの総領事ベルナルディーノ・ドロヴェティーは次のように評した。
加藤博は、ムハンマド・アリーのエジプト総督就任をもって独立王朝ムハンマド・アリー朝が誕生したとしている。

### 支配基盤の確立
エジプト総督に就任したムハンマド・アリーであったが、その支配地域はカイロ周辺とナイル川デルタの一部に限られ、上エジプトやナイル川デルタ西部はムハンマド・アリーに敵対するマムルークや遊牧部族などの支配域であった。また、現状を追認する形でエジプト総督就任を認めたに過ぎないオスマン帝国や、アミアンの和約を破棄しエジプトを対フランス戦の拠点として確保しようとするイギリスは、ムハンマド・アリーの追い落としを画策した。しかし、当時の国際状勢はムハンマド・アリーに味方した。まずナポレオン戦争の渦中にあったイギリスにはエジプト情勢に深く介入する余裕がなかった。イギリス軍は1807年3月から4月にかけてエジプト上陸を試みたものの、ムハンマド・アリーによって撃退された(1807年のアレキサンドリア遠征)。4月にロゼッタ近郊のアル・ハミードで行われた戦闘（アル・ハミードの戦い）でイギリス軍が喫した敗北（総兵力4000人中2000人が死傷）は、「第一次アフガン戦争と並んで英国が東洋で喫した最大の敗退の一つ」といわれる。ムハンマド・アリーはイギリス軍を積極的に攻撃することを避け、最終的には協定により撤退させた。その後も交渉と協調がムハンマド・アリーの対英政策の基調をなしていく。オスマン帝国も1807年から1808年にかけてセリム3世とムスタファ4世が相次いで廃位されるなど政情が混乱し、ムハンマド・アリーに対応する余裕はなかった。ムハンマド・アリーはこうしたオスマン帝国やイギリスの苦境に乗じて政治基盤の強化に乗り出し、敵対するマムルークや宗教勢力を排除または懐柔することに成功した。しかし、マムルークはムハンマド・アリーに完全に服従したわけではなく、常に反旗を翻す機会をうかがっていた。

### 近代化とマムルークの粛清

シタデルの惨劇

1811年、オスマン帝国はムハンマド・アリーに対し、マッカを支配下に置くなどアラビア半島のほぼ全域を支配下に置きシリアやイラクにも勢力を拡大しつつあった第一次サウード王国を攻撃するよう要請した。ムハンマド・アリーはこの要請を、いまだ完全に服従したとは言い難いマムルークの反乱を煽り自身を総督の座から追い落とそうとする計略であると察知し、後顧の憂いを断つべく苛烈な手法を用いてマムルークを粛清することを決意した。3月11日、次男アフマド・トゥーソンのアラビア遠征軍司令官任命式を執り行うという名目で有力なマムルーク400人あまりを居城におびき寄せて殺害する（シタデルの惨劇）と、カイロ市内のマムルークの邸宅、さらには上エジプトの拠点にも攻撃を仕掛け、1812年までにエジプト全土からマムルークの政治的・軍事的影響力を排除することに成功した。山口直彦は、マムルーク粛清に成功したことによりムハンマド・アリーのエジプトにおける支配権は確固たるものとなり、実質的に独立王朝ムハンマド・アリー朝が成立したとしている。以後、ムハンマド・アリーは近代化政策を推し進め、国力の増強を図っていくことになる。後年、ムハンマド・アリーはマムルーク粛清について問われると、次のように答えたという。

### アラビアおよびスーダンへの遠征
1811年3月、アフマド・トゥーソンを司令官とするアラビア遠征軍約1万が出陣した。遠征軍はヒジャーズ北部ヤンブーに上陸すると苦戦の末、1813年までにマディーナ、マッカ、ジッダの攻略に成功。その後本陣が襲撃され敗走を余儀なくされるなど劣勢に立たされたが、1814年に第一次サウード王国内部で後継争いが起こったことにより戦況は好転し、1818年9月に1万人の戦死者を出した末に首都ダルイーヤを陥落させたことでアラビア遠征は終結した。なお、アフマド・トゥーソンは1816年2月に病死し、司令官は長男イブラーヒーム・パシャが引き継いだ。戦後、イブラーヒーム・パシャはヒジャーズとアビシニアの総督に任命された。
アラビア遠征の結果マッカを領有するようになったムハンマド・アリーは、一部から「カアバを領有し、防衛する者がイスラム教徒の真の首長である」と支持されるようになるなど一定の名声と宗教的権威を獲得したが、一方で国力は大きく疲弊した。ムハンマド・アリーは国力を増強するためにスーダンを支配下に置いて奴隷貿易の権益や資源を得ようと軍を派遣したが、実際に獲得できたものは払った犠牲に見合うものではなかった。遠征軍の総司令官であった三男イスマイルは地元部族の反乱に遭って殺害され、その報復としてセンナールの住民3万を虐殺したところさらなる反乱を招いた。1820年に出陣した遠征軍が反乱の鎮圧に成功したのは1826年のことである。ムハンマド・アリーがスーダンに中央集権的な制度を導入したことはスーダン人の民族意識形成を促した。ムハンマド・アリー死後の1881年、エジプトでウラービー革命が起こるとそれに呼応する形でスーダンでマフディー戦争が起こった。
この時期のエジプト軍は様々な人種・部族の傭兵による混成部隊から成り立っており、指揮系統や軍備が統一されていなかった。ムハンマド・アリーはフランスを模範とする近代的な軍隊の創設を目指し、軍事改革を断行。1822年に農民に対する徴兵制を導入して陸軍の増強を図り、さらに艦艇の建造を推し進め、海軍力の充実を図った。こうして創設された近代式軍隊ニザーム・ジェディトは、1823年にアラビア半島で起こったワッハーブ派による反乱を鎮圧して以降、各地の戦いで実力を示した。

### ギリシャ独立戦争

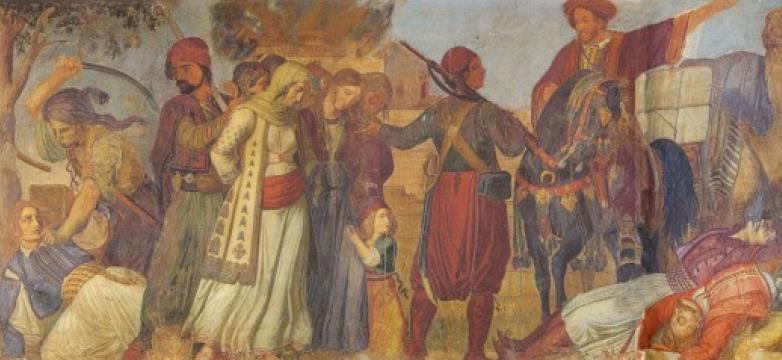
モレア地方に上陸したイブラーヒーム・パシャ軍

1822年、オスマン帝国からの要請によりギリシャ独立戦争に参戦。もともとムハンマド・アリーは、カイロやアレクサンドリアで革命組織が結成されアレクサンドリアから義勇兵が出港することを黙認するなど反乱に厳しく対処していたわけではなかったが、アラビア遠征に続きオスマン帝国の「積極的で従順な奉仕者たることを強いられ」る恰好となった。
エジプト軍は1824年にクレタ島、カソス島、カルパソス島を制圧。次いでギリシア本土の制圧を命じられたが、この頃からムハンマド・アリーにはただ単にオスマン帝国の命令に従うのではなく、この戦争を近代式軍隊ニザーム・ジェディトの実力を試し、国際社会、イスラム社会における存在感を高める好機ととらえるようになった。ムハンマド・アリーにはさらに、モレア地方（ペロポネソス半島）を領有し東地中海における貿易権を獲得しようという目論見を抱くようにもなった。1824年7月、アレクサンドリアから海路モレア地方上陸を目指したエジプト軍は、反乱軍の艦隊に苦戦しながらも翌1825年1月に上陸に成功するとイブラーヒーム・パシャの指揮のもと陸上戦を優位に進め、ナヴァリノ（現ピュロス付近）、トリポリツァ、ミソロンギ、アテネなどを制圧した。
ムハンマド・アリーは単に武力を用いて反乱を鎮圧するのではなく、外交を駆使して自国に有利な状況を作り出そうとしていた。1826年9月、ムハンマド・アリーはアレクサンドリア駐在のイギリス総領事ヘンリー・ソールトに対し、海軍力の増強とアラビア方面への勢力拡大を認めることと引き換えにギリシアからの撤退を打診した。この時、ソールトはムハンマド・アリーの真意を以下のように推し量っている。

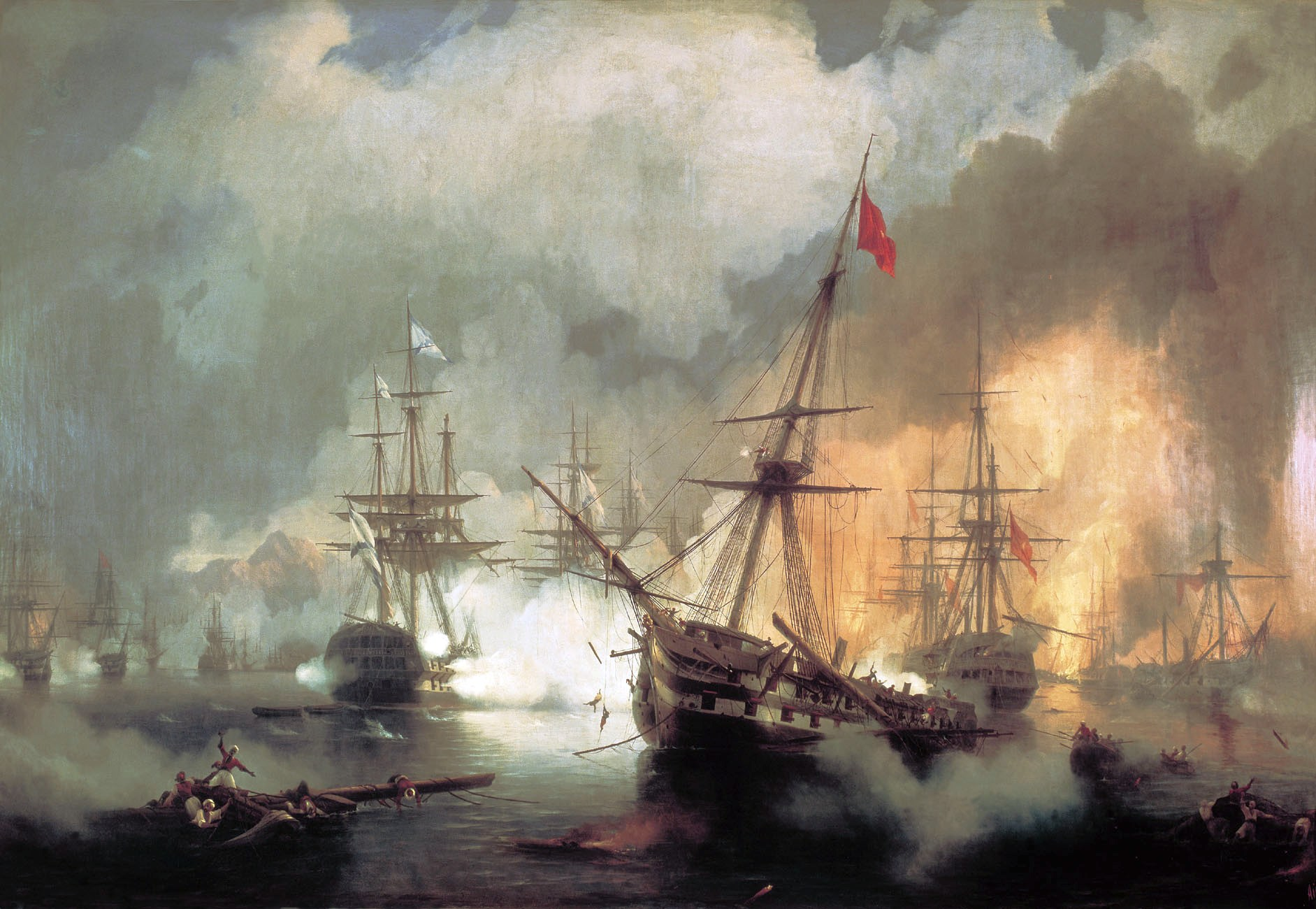
ナヴァリノの海戦

イギリスとの交渉に際しムハンマド・アリーは、ギリシアでの軍事行動を抑制し、オスマン帝国や反乱鎮圧を支持するオーストリアを苛立たせた。オーストリアはムハンマド・アリーのもとに使者を送り、イギリスはエジプトに対し好意を抱いてはおらず、弱体化を望んでいると説いたが、ムハンマド・アリーはイギリスとの関係を重視する姿勢を崩さなかった。オスマン帝国はムハンマド・アリーに対し戦争の全指揮権を委ねることを打診した。ムハンマド・アリーはこれを辞退したがオスマン帝国側がかつてのエジプト総督でムハンマド・アリーによって追放された、ムハンマド・アリーの仇敵ともいえるヒュスレヴ・パシャ（フスロー・パシャ）をオスマン帝国海軍司令官から解任した上で改めて要請すると、受け入れざるを得なくなった。1827年7月6日、イギリス・フランス・ロシアは「休戦をもたらすために共同で努力する」旨の協定を結び、オスマン帝国側が停戦要求に応じない場合は海上封鎖を行いエジプト軍の補給路を断つことで合意した。ムハンマド・アリーは軍事行動の開始を引き伸ばしてイギリスとの交渉を続けたが、期待に反し1827年8月8日、イギリス側はムハンマド・アリーの要求に応えることなく、ギリシアへ軍隊を派遣し強力な干渉を行うことを予告した。岩永博は、イギリスがムハンマド・アリーの期待を裏切った原因として、ギリシャ独立戦争においてエジプト軍が行った虐殺や捕虜虐待に対する非難が西欧社会で湧き起こっていたことを指摘している。
イギリスとの交渉が決裂する2日前の8月6日、これ以上出兵を引き延ばせないと判断したムハンマド・アリーはアレクサンドリアから海軍を出撃させた。これに対しイギリス・フランス海軍も休戦を求め示威行動を開始し、10月13日にはロシアの艦隊も合流した。10月20日、ナヴァリノ湾においてオスマン帝国海軍が発砲したことをきっかけに戦闘となり、オスマン帝国およびエジプト海軍は艦船の4分の3を失う大敗を喫した（ナヴァリノの海戦）。この戦いでエジプト海軍は壊滅し、さらにその後行われた海上封鎖により補給路を断たれたことで陸軍の半分を飢餓で失った。ギリシャ独立戦争参戦はエジプトに多大な社会的、経済的損失をもたらすこととなった。
ムハンマド・アリーは、事態を楽観視した挙句3か国の介入に対し「狂信的・短絡的」に反発した「豚頭のスルタン」と「驢馬のような宰相」の愚鈍さが敗戦を招いたと認識し、オスマン帝国からの完全な独立を決意するに至った。

### 第一次エジプト・トルコ戦争

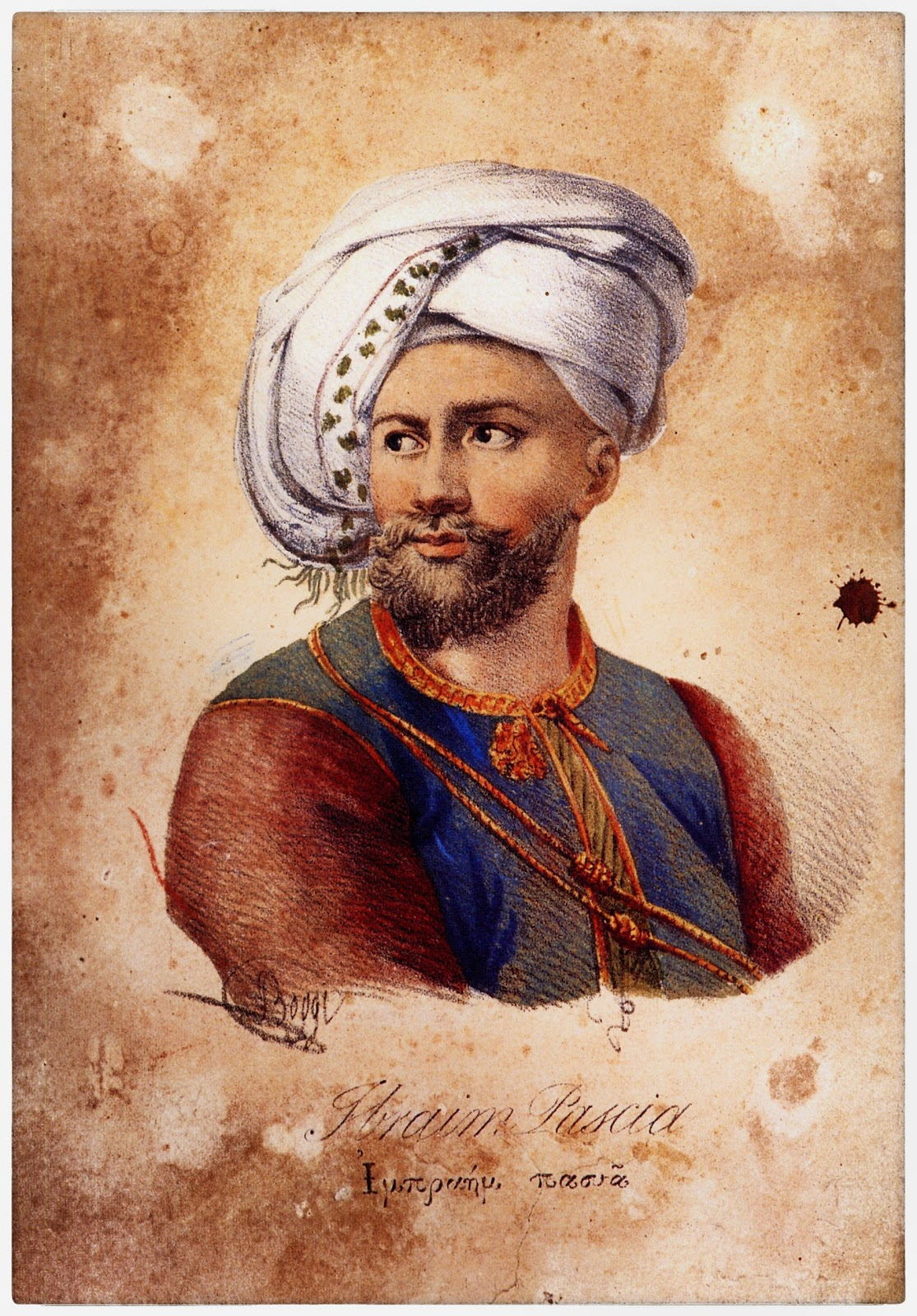
エジプト・トルコ戦争で指揮官として活躍した長男イブラーヒーム・パシャ

#### 開戦経緯
ギリシャ独立戦争終結後、ムハンマド・アリーは戦前にオスマン帝国が参戦の対価として提示していたシリア（シリア属州）総督の地位を要求した。しかしギリシャ独立戦争に続き1828年の露土戦争でロシアに敗れ莫大な損失を被っていたオスマン帝国は、ギリシャ独立戦争に敗れた以上約束は無効と主張して拒否した。この時点でムハンマド・アリーはオスマン帝国側に無断でギリシャから軍を撤退させており、さらに露土戦争において援軍を送ることを拒んでいた。オスマン帝国のスルタンマフムト2世はムハンマド・アリーのこうした動きに不満を抱いていた。

#### 開戦
シリア総督就任を拒否されたことで、ムハンマド・アリーはシリア侵攻を決意する。ムハンマド・アリーには、シリアを領有することでヨーロッパ諸国に対抗しようとする狙いと、当時政治情勢が混迷し治安状態が極めて悪かったシリアに秩序をもたらすのは自分であるという自信と志とがあった。侵攻に備え経済・軍備の立て直しを急ピッチで進めたムハンマド・アリーは1831年10月、徴兵を逃れたエジプトの農民を庇護していたアッコの知事に懲罰を加えるという口実でイブラーヒーム・パシャ率いる軍勢を差し向けた。エジプト軍は8か月でアッコ、ダマスカス、アレッポなどシリア全域を制圧するとそのままトロス山脈を越えてアナトリア半島に侵攻し、1833年2月2日、コンスタンティノープルの南方385kmの都市キュタヒヤを占領した。イブラーヒーム・パシャは進軍を続けマフムト2世を廃位に追い込むつもりであったが、ムハンマド・アリーは他国の反応を気にかけ、進軍を止めるよう指示した。
オスマン帝国はロシアに救援を求め、これに応じたロシア軍がボスポラス海峡に布陣。これを見てロシアの勢力拡大を嫌うイギリスとフランスが調停に乗り出し、1833年3月29日にキュタヒヤ休戦協定が成立した。この協定によりエジプトはシリア・アダナ・クレタ島の領有を勝ち取り、ギリシャ独立戦争以来の念願であった東地中海における貿易権の獲得に成功した。また、アラブ文化の中心地であるカイロとダマスカスをともに領有するムハンマド・アリーに対し、アラビア語圏全域にわたる王国を樹立し、オスマン帝国を「ロシアの魔手」から救うことを期待する機運も一部に生まれた。とはいえキュタヒヤ休戦協定によって認められた領有権はオスマン帝国によって一年ごとに更新される性質のものであったため、更新を拒絶される危険が残された。また、イギリスはこの戦争を境にムハンマド・アリーに対し警戒感と不満を抱くようになった。イギリスはムハンマド・アリーの目的について「アラビア王国」の樹立にあると分析したが、それはオスマン帝国の勢力維持を望むイギリスの外交方針と相反するものであった。イギリスは輸出市場とインドへの通商路を確保するためにオスマン帝国の勢力維持を望んでいたのである。やがてイギリスはムハンマド・アリーを「イギリスの外交原理に対する障害以外の何ものでもない」とみなすようになっていく。また、ムハンマド・アリーの軍事行動が引き金となってオスマン帝国がロシアに接近して軍事同盟を結んだ上、ロシアにのみダーダネルス海峡の航行を認める内容の秘密条約（ウンキャル・スケレッシ条約）を締結したことは、18世紀以来一貫してロシアの南下政策を阻止しようとしてきたイギリスにとって外交上の大きな打撃となったが、これに関するイギリスの不満の矛先はムハンマド・アリーに向けられた。イギリスからの支持を取りつけたいというムハンマド・アリーの願いは「およそ成り立ちがたいもの」となった。
第一次エジプト・トルコ戦争終結後の1833年、アレクサンドリア駐在のイギリス総領事キャンベルはイギリス政府への報告において、ムハンマド・アリーを「法的にはスルタンの臣下であるが、実際には独立している。かれは自らスルタンの家臣で、臣民であると言明しているが、そうでないと認められることを誰よりも望んでいるかにみえる……。」と評した。またフランスは、キュタヒヤ休戦協定締結へ向けた調停を行った際、特命公使をアレクサンドリアに派遣し、ムハンマド・アリーがオスマン帝国から名実ともに独立することを支持する姿勢を見せた。

### イギリスとの対立

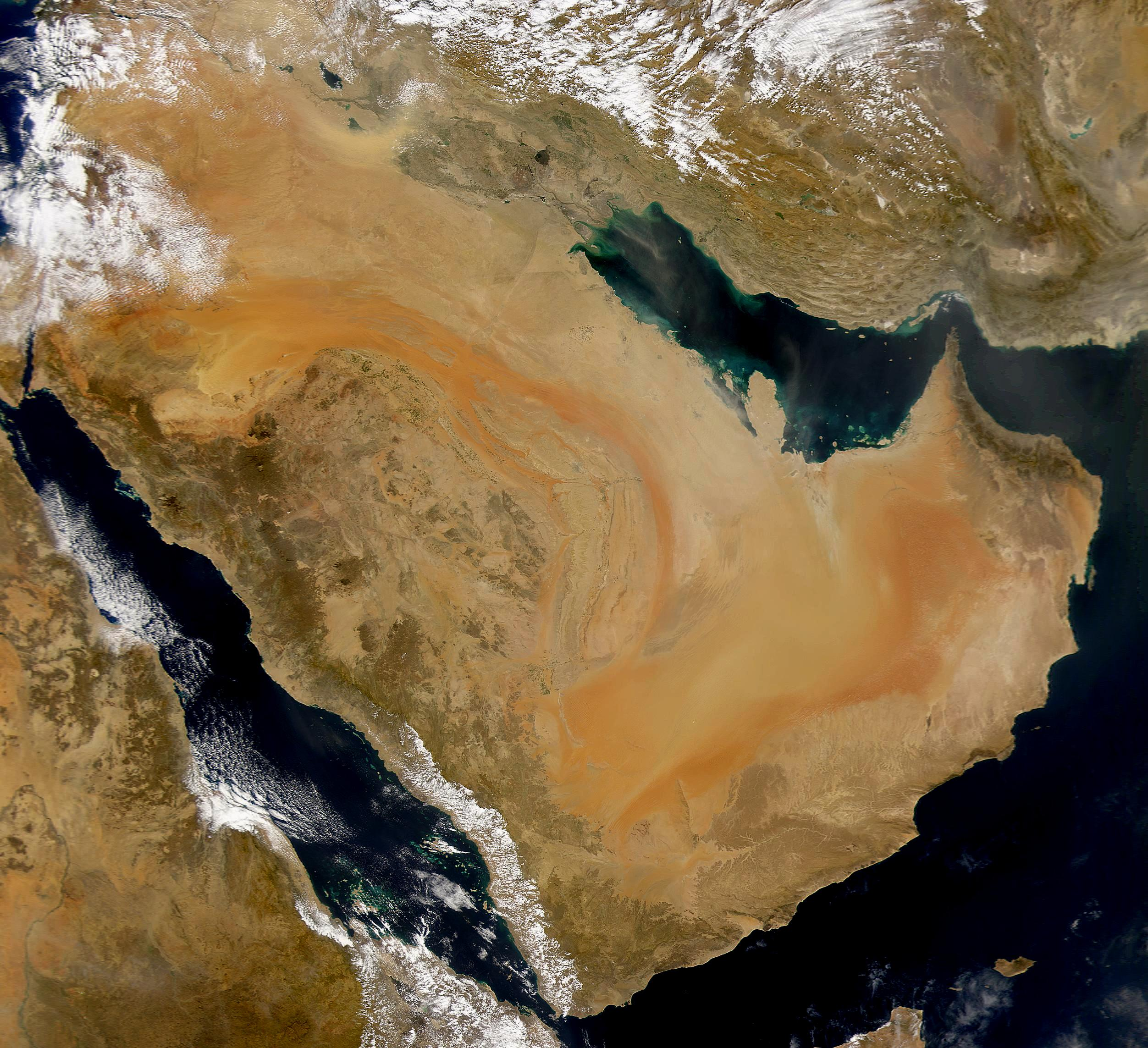
ムハンマド・アリーはユーフラテス川流域、バーレーン、アデンを巡りイギリスと対立した

第一次エジプト・トルコ戦争の後、ムハンマド・アリーは各地でイギリスと対立するようになった。イギリスは蒸気船の実用化が進むにつれて、ムハンマド・アリーの勢力圏を通らずに地中海からインド洋に至るための経路としてユーフラテス川を重要視するようになったが、1834年にイギリス東インド会社がユーフラテス川を調査する動きを見せたことにムハンマド・アリーは反発し、調査を許可しないよう命じるとともに中流域の要衝であるデールを占領して調査・開発の進行を阻んだ。
アラビア半島では、1818年のダルイーヤ陥落後一度は放棄していた奥地を再び占領下に置き、1839年には勢力圏をペルシア湾岸にまで伸ばした。この時エジプト軍の司令官はイギリス海軍の提督に対し、当時イギリスが勢力下に置いていたバーレーンを武力をもって制圧する準備があると告げた。この件ではイギリス側の反発を受けてムハンマド・アリーが譲歩し、バーレーンへ侵攻しないよう軍に命令を出した。
イエメンではイギリスが、ムハンマド・アリーの機先を制する形で1839年1月にアデンを占領した。これによりムハンマド・アリーはモカを抑えることで独占していたコーヒー貿易の利権をイギリスに奪われた上、紅海およびインド洋に対する政治的経済的影響力を失うこととなった。
エジプトの支配がペルシア湾岸のアル・ハサー地方、紅海沿岸のティハーマ地方に及んだことはインドへの交易路としてペルシア湾、紅海を重視するイギリスの政策に直接の影響を及ぼした。さらにイギリスは中東地域を綿製品の有力な市場とみなしていたことから、イギリスからの綿製品輸入を規制し、繊維産業の国有化と製品の専売制を敷くムハンマド・アリーの存在を「国益に対する明らかな脅威」とみなすようになった。

### シリア統治
シリアには伝統的に宗教宗派間の対立が激しく、紛争が絶えなかった。また、封建的領主が幅を利かせ、地方行政の担い手が入札によって決められていたこともあって政治・行政の秩序は大いに乱れていた。さらに、辺境地域では砂漠地帯の遊牧部族やワッハーブ派が治安を乱し、治外法権をもつヨーロッパ諸国の商人や領事は特権を悪用して私腹を肥やし、税秩序を乱していた。
ムハンマド・アリーはシリア社会の腐敗を是正しようと、シリア総督に任命したイブラーヒーム・パシャを通じ、強力な軍事警察力を背景とした武断的改革を実行しようとした。その結果、地租収入が適正化の兆しを見せるなど改革は行政分野において一定の成果を収めたが、軍事力強化のために行われた戦時臨時税の徴収や労働力の徴用・食料の徴発は反発を招いた。さらにキリスト教徒やユダヤ教徒の地位を向上させようとしたことに対し、イスラム宗教界は激しく反発した。イブラーヒームがアラブ人を重用しようとしたことも、アラブ人と同視されることを嫌うシリア人の反感を買った。シリア人はムハンマド・アリーに対し面従腹背したに過ぎなかった。さらに、イブラーヒームが強圧的な徴兵制を実施しようとしたことは、ローマ帝国の統治下にあった頃より兵役に就かず傭兵に頼ってきたシリア人の拒絶を招いただけでなく、人道的な観点からヨーロッパ諸国の反発を招いた。
1838年、イスラム教ドゥルーズ派による大規模な反乱が起こると、オスマン帝国はこれに乗じる動きを見せ、反乱を煽った。

### 第二次エジプト・トルコ戦争

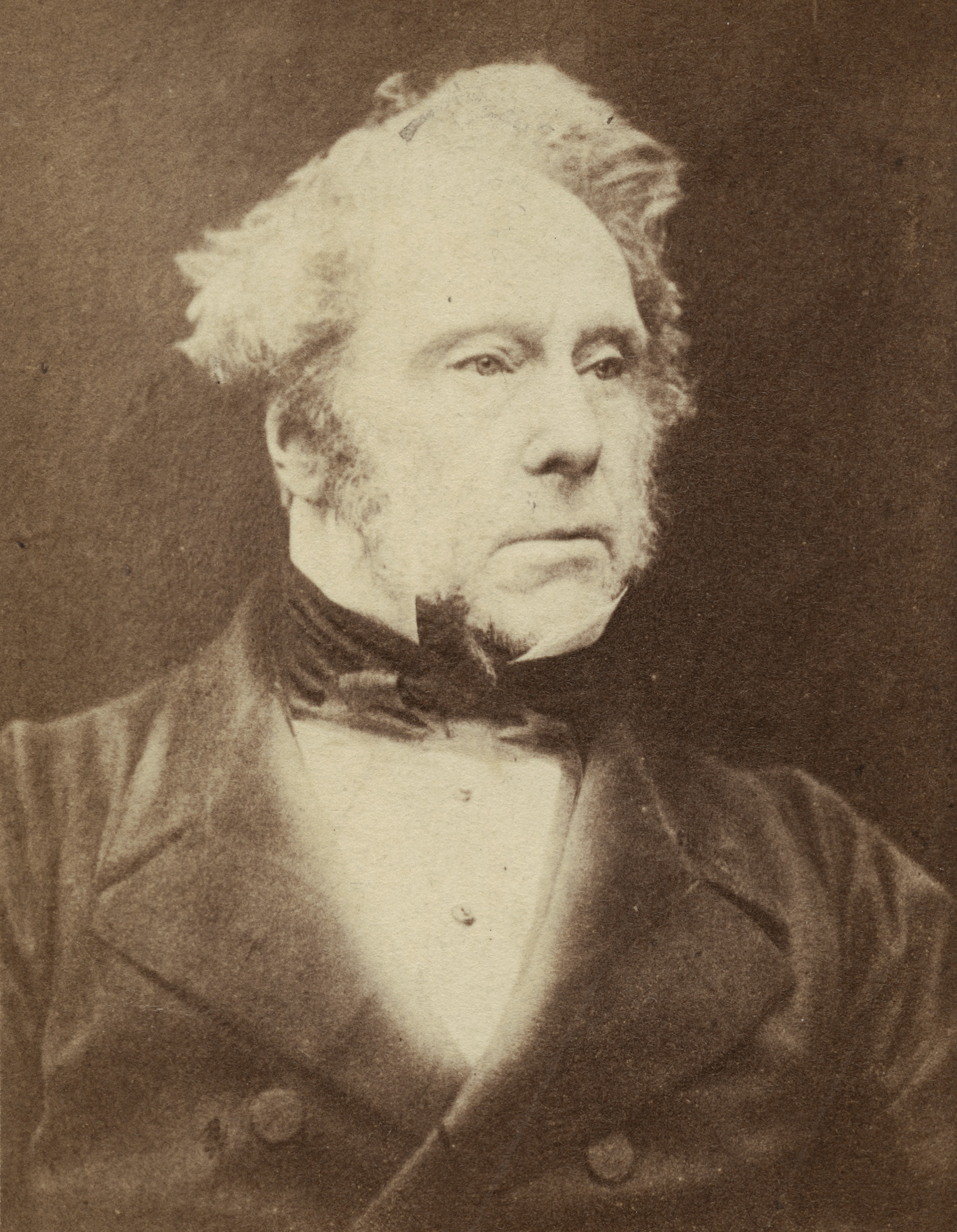
1830年から1841年にかけてイギリスの外務大臣を務めたパーマストン子爵

#### 開戦まで
オスマン帝国スルタンのマフムト2世は、第一次エジプト・トルコ戦争によってシリアを奪い自らの権威を傷つけたムハンマド・アリーを激しく憎悪し、復讐戦を起こすべくロシアやプロイセン王国の支援を受けて軍事力の強化に取り組んだ。ロシアはマフムト2世をけしかけてエジプト軍との戦いに大敗させ、援軍をオスマン帝国領内に進出させようと目論んでいた。1837年、オスマン帝国は51個の連隊を新たに編成。これに対しシリア総督に就任していたイブラーヒーム・パシャもオスマン帝国との国境に軍隊を集結させ、両者の間に緊張が高まった。1838年にオスマン帝国との間に通商協定を結んだイギリスは、以前にもましてオスマン帝国擁護の姿勢をとるようになり、オスマン帝国領内への侵攻はもちろんオスマン帝国を脅かす規模の軍隊を保持することにも警告を発するようになった。イギリスの外務大臣パーマストン子爵はムハンマド・アリーをマフムト2世の臣下に過ぎないと認識し、「オスマン帝国はいつでもムハンマド・アリーの支配地を回収する権利を持つ」、「ムハンマド・アリーがオスマン帝国との戦争に備える事は不法で反逆的である」と解釈していた。パーマストン子爵は1839年、国策要領の中で「ムハンマド・アリーがシリアを返還し、エジプトに撤兵してオスマン帝国との間に非武装地帯が設けられるまで、『ヨーロッパの平和を脅かす危険は終息しない』」とする見解を述べている。一方、フランスはムハンマド・アリーに好意的で、ムハンマド・アリーが終身総督権を得られるよう両者の仲介を試みたが、交渉は物別れに終わった。
1838年5月25日、ムハンマド・アリーはエジプトの独立を宣言した。エジプトで活動するイギリスやフランスの商人から自らの統治体制に対する支持を得ていた事がこの決断を後押しする要因の一つとなったが、この独立宣言はムハンマド・アリーに好意的であったフランスを含む欧米諸国の反発を買い撤回された。

#### オスマン帝国への攻勢
1839年4月、肺結核のため死に瀕していたマフムト2世はオスマン帝国軍8万をシリアに侵攻させた。ムハンマド・アリーは当初ヨーロッパ諸国の介入を警戒しイブラーヒーム・パシャに自制するよう命じていたがやがて迎撃に転じた。6月24日、イブラーヒーム・パシャ率いるエジプト軍は現在のトルコ共和国ガズィアンテプ付近でオスマン帝国軍を撃破し、1万4000人を捕虜にした。さらにマフムト2世が7月1日に病死し、アブデュルメジト1世が跡を継いだ直後の7月7日、オスマン帝国海軍大提督アフメット・フェウズィ・パシャ（アフマッド・ムシル）が指揮下の全艦隊を率いてムハンマド・アリーに降伏した。確執のあるヒュスレヴ・パシャがアブデュルメジト1世のもと新宰相に就任したことを、アフメット・フェウズィ・パシャが嫌ったのが原因の一つと言われている。窮地に立たされたオスマン帝国はムハンマド・アリーに対し、全支配地域における統治権の世襲を認める構えを見せた。

#### 列強の介入と敗北

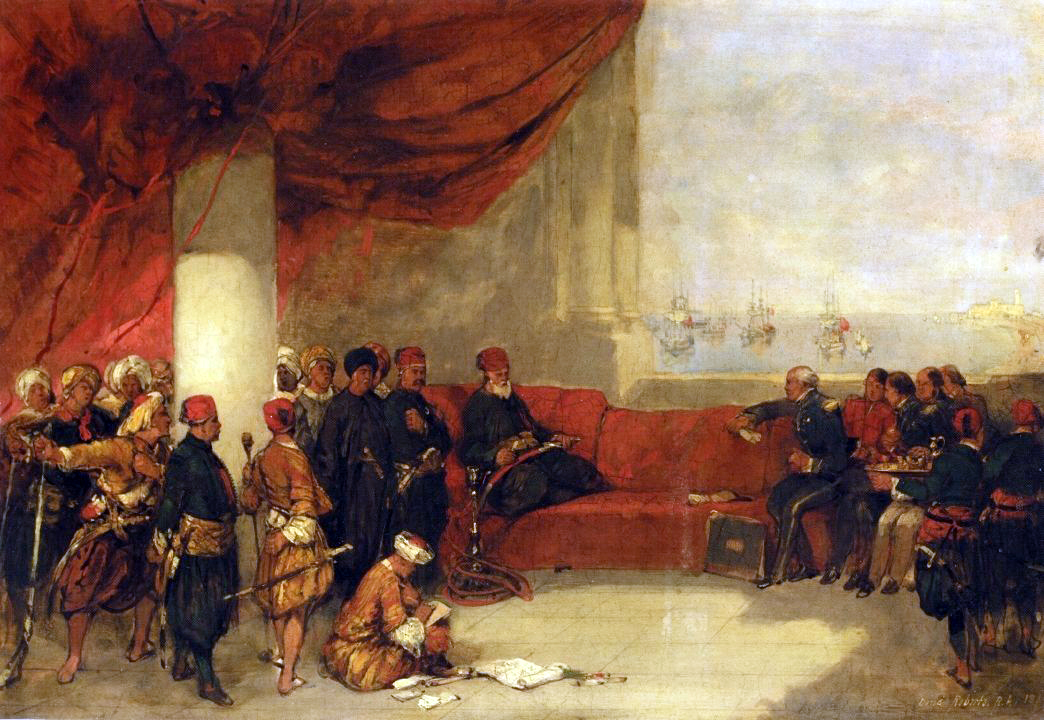
アレクサンドリアにおいて第二次エジプト・トルコ戦争の降伏交渉を行うムハンマド・アリー

エジプトがトルコを圧倒する事態に、ついにイギリスが介入した。7月27日にオスマン帝国に対し、フランス・プロイセン・ロシア・オーストリアとともにヨーロッパ諸国との事前協議なしにエジプトと妥協しないよう申し入れると、親エジプトのフランスを外交的に孤立させた上で翌1840年7月15日、プロイセン、ロシア、オーストリアとロンドン条約を締結。第二次エジプト・トルコ戦争での占領地の他、過去に占領したスーダンを除く領土（シリア、クレタ、アダナ、アラビア）の放棄と、7月に降伏したオスマン帝国艦隊の返還を要求した。オスマン帝国はこの動きをみて方針を転換し、8月16日にエジプト軍の撤退を要求する最後通牒を出した。ムハンマド・アリーはフランスの援護を期待しつつ拒絶する構えを見せたが、最後通牒の期限が切れた9月16日にイギリス軍はオーストリア軍、オスマン帝国軍とともにベイルートに上陸し、シリア沿岸の都市を陥落させていった。フランスの支援は声明にとどまり、フランス海軍がイギリス海軍をけん制するために出撃するというムハンマド・アリーの期待は裏切られた。シリア駐留のエジプト軍は6万の兵力を2万まで失った末にカイロへ撤退した。11月15日、チャールズ・ネイピア率いるイギリス艦隊がアレクサンドリアに現れると、ムハンマド・アリーは降伏を余儀なくされた。第二次エジプト・トルコ戦争の敗戦について山口直彦は、総督職の世襲を実現しようとするムハンマド・アリーの焦りと、それまでの成功経験への過信が、ついに「英国という強大なイギリスの虎の尾を踏」む結果を招いたと指摘する。歴史学者の山内昌之は、「フランスを除くイギリスなど4大国から受ける敵意を、かれが過小評価したのは驚くばかりであった」と述べている。

#### 降伏とムハンマド・アリー朝の成立
第二次エジプト・トルコ戦争に敗北し、降伏交渉が完了したのは1841年6月のことであった。エジプトは領土の多くを失い、最盛期に15万以上の規模を誇った軍隊は1万8000万に削減され、海軍艦艇の建造および将軍以上の軍人の任命にはオスマン帝国の承認を得なければならなくなり、主要生産品の政府独占および専売制は廃止され、定率の関税、および治外法権を認めさせられるなど国力は大きく衰退した。その一方、オスマン帝国の宗主権のもとムハンマド・アリー家のエジプトおよびスーダンにおける総督職の世襲が認められ、エジプトは形式的には引き続きオスマン帝国の統治下に置かれるものの、実質的には本国政府から独立した行政権を行使できるようになった。山口直彦は、これをもって正式にムハンマド・アリー朝が成立したとする。

### 晩年

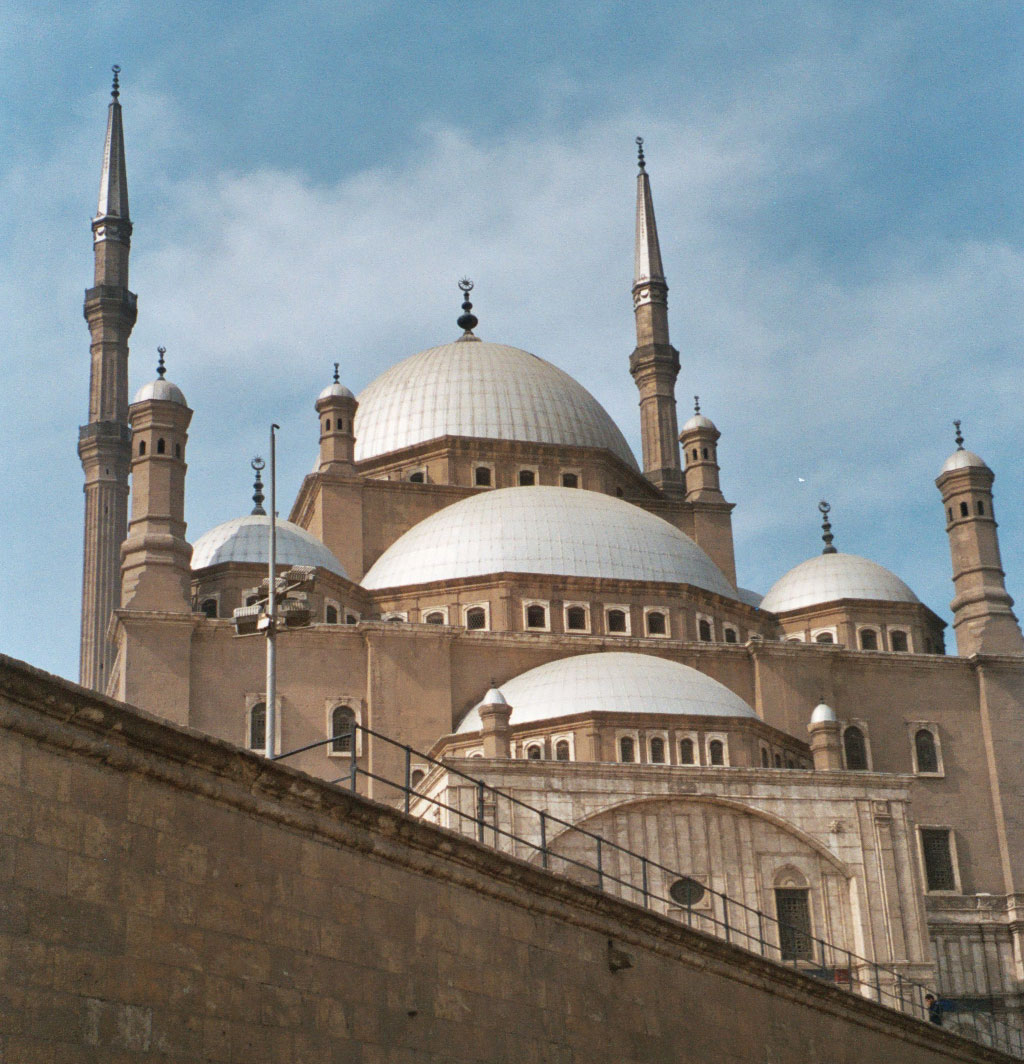
ムハンマド・アリー・モスク（カイロ）

第二次エジプト・トルコ戦争敗戦後、ムハンマド・アリーは一時精神的に不安定な状態に陥りながらも引き続き政務を執ったが、1847年頃に老衰の兆しがみられるようになり、1848年4月5日に総督の地位を長男イブラーヒーム・パシャに譲った。しかしイブラーヒーム・パシャは同年11月20日に結核により薨去。その跡を継いだのは次男アフマド・トゥーソンの子アッバース・パシャ（アッバース・ヒルミ）であった。実孫アッバース・パシャに対するムハンマド・アリーの評価は極めて低く、イブラーヒーム・パシャの薨去を知ったムハンマド・アリーは「これでアッバース・ヒルミがあとを継ぐことになるのか。我々が築き上げてきたものはすべて台無しになるだろう」と嘆いたという。実際にアッバース・パシャはそれまで推し進められてきた近代化政策を否定する方針を打ち出した。
1849年8月2日、アレクサンドリアで崩御。遺体はカイロのムハンマド・アリー・モスクに安置された。
ムハンマド・アリーの生涯について、エジプトの経済学者ガラール・アミーンは、「強力な独立の工業国家建設策を超大国に認められず、……軍事的敗北に続いて門戸開放政策をとるように強制され、外国資本によって操作される政治的・経済的圧迫に屈せざるを得なかった」点において、第2代エジプト共和国大統領ガマール・アブドゥル＝ナーセルの生涯と共通する部分があると指摘している。山口直彦は、「ヨーロッパ列強と中東の旧秩序に軍事力で挑み、そして敗れたムハンマド・アリの姿は敗戦までの日本を想い起こさせる」と評している。山内昌之は、「西欧による侵略と分割の脅威に直面して政治をリアリズムの観点から見すえ」る事を余儀なくされながら、片やオスマン帝国、片や江戸幕府による統治が手詰まりに陥った状況を打開すべく、「産業化と軍事的強化を結びつけながら近代化を図った点」が薩摩藩の第11代藩主・島津斉彬と共通すると指摘している。歴史学者の牟田口義郎は、「エジプトのほか、一時的ながらシリアも領有し、アラビアを2度征服して、以後150年続く王朝を開いた点では、かの風雲児、バイバルスに匹敵されよう」と評している。
歴史学者のフィリップ・ヒッティは、ムハンマド・アリーの生涯を次のように評している。

## 政策

### 総論
ムハンマド・アリーは国政の様々な部門で改革・近代化を推し進めた。行政・財政・税制分野における改革の結果、政府の歳入は大幅に増加した。岩永博はムハンマド・アリーの経済政策の目的について、「生産を増大し通商を強化して財政収入を拡大し、強大な軍隊を編成して領土的発展を図る」ことにあったと分析している。山口直彦によると領土拡大はそれ自体が目的なのではなく、「国内産業のための市場と原材料供給源の獲得や紅海、東地中海における通商ルートの確保という冷静な経済的打算に裏付けられていた」。山口はムハンマド・アリーを当時の中東には珍しい「経済のわかる指導者」、「商人の才覚を持つ政治家」であったと評している。歳入は様々な分野における近代化政策推進のために用いられた。
ムハンマド・アリーの実施した政策について山口直彦は、「日本の明治維新や清の洋務運動、さらには現在の開発途上国の経済自立・工業化政策を先取りする画期的な試みであった」と評している。加藤博は「迫り来る西欧列強の進出のなかで非西欧世界が自立的な近代国家建設を目指した、最も早い試みの一つであった」と評している。さらに加藤や牟田口義郎も、ムハンマド・アリーの政策は明治維新と同様「和魂洋才」の精神に基づくものであったと評している。山内昌之は加藤や牟田口と同様の見解に立ちながら、近代的国営工場の経営に失敗した点が明治維新との違いであると指摘している。ムハンマド・アリーの経済政策は、長期的に見ればヨーロッパ経済への従属を招いた。
増加した歳入が国民の福祉のために用いられることはなく、彼らは過重な税負担や兵役、強制的な労役を課された。H.A.リブリンは以下のように指摘している。
山内昌之によると「アラブ人でもなくエジプト人でもなく土着の民に愛情の薄かった」ムハンマド・アリーは民生安定の視点に欠けていた。
ムハンマド・アリーは改革を推進し近代技術の導入を図るため、ヨーロッパを中心とする国外から専門家を招いた。中心となったのはフランス人や、オスマン帝国内でマイノリティとして扱われていたギリシャ人、アルメニア人、シリア人キリスト教徒などである。主な外国人専門家として、フランス人オクターヴ・ジョゼフ・アンセルム・セーヴ（軍事分野）、フランス人の医師アントワン・バルテルミ・クロット（医療・衛生分野）、アルメニア人ボゴス・ユスフィアン（通商・外務分野）などが挙げられる。同時に留学生をヨーロッパに送り込み、技術を習得させようとした。代表的な人物として、薬学校、砲兵士官学校、外国語学校の運営やヨーロッパの書籍の翻訳を手掛けた啓蒙思想家リファーア・ライ・アッ・タフターウィー、後にアラブ系エジプト人として初の大臣となり教育制度改革に貢献したアリ・ムバラクなどがいる。
ムハンマド・アリーは農作物、工業製品の専売制により巨大な歳入を得た。軍事支出も巨額であったため度々財政難に陥ったが、他国からの借款に頼ることはなかった。この方針はヨーロッパ諸国による侵略への警戒からであった。岩永博は、「民衆に誅求の負担をかけたとは言いながら、国家の独立性保持の上から貴重な限界を守ったといえる」と評価している。山内昌之はムハンマド・アリーの死後、子孫が他国からの借款に頼り「エジプトを破滅のふちに導く原因」を作った事実を指摘し、「ムハンマド・アリーはやはり<英傑>の名にふさわしい」と述べている。
ムハンマド・アリーの改革は、エジプトに大幅な人口増をもたらし、後のエジプトの発展の基礎を築いたと評される。19世紀初頭の時点で246万人、1821年に253万人余りであった人口は1847年には447万に達した。しかし通商産業、とくに工業分野における政策は、「結果的には総じて失敗に終わった」とも評される。その最大の原因は第二次エジプト・トルコ戦争に敗れエジプトが政治的自立を失ったことに求められる。敗戦によりムハンマド・アリーは、低率の輸入関税を定め専売制を禁止する通商協定の実施を余儀なくされ、ヨーロッパの製品との自由競争にさらされたエジプトの工業は衰退の一途を辿った。
ムハンマド・アリーのとった政策は近代的である反面、専制的・強圧的な要素も持っていた。イギリス政府、とりわけパーマストン子爵がムハンマド・アリーの政策を前近代的、非民主的ととらえたことは、より近代的な改革を行いつつあったオスマン帝国を支持する一因となった。
ムハンマド・アリーが実施した改革のうち、中央集権化は18世紀のマムルーク指導者アリ・ベイが、軍隊の近代化はオスマン帝国のスルタンセリム3世が、税制改革や産業振興策はフランス占領軍がすでに構想ないし実行していたものである。山口直彦は、ムハンマド・アリーの政治家としての優れた点は「先人の様々な試みを取捨選択し、エジプトの、そしてその時代の実情に合うようにうまく適応した」点にあると述べている。

### 財政・税制
ムハンマド・アリーが総督に就任した当時、政治の混迷が続いていたエジプトの経済状態は著しく悪く、総督府の財政状態は極めて不健全であった。フランス軍の撤退後、3人の総督およびマムルーク指導者が軍隊への給料遅配あるいはそれを避けるために課した重税に対する反発から失脚しており、財政再建はムハンマド・アリーにとって権力を維持するための最優先課題のひとつであった。
ムハンマド・アリーは歳入を確保すべく、農地に関する税制の改革に取り組んだ。それまでエジプトには数多くの免税地が存在し、課税対象農地については徴税請負人やその代理人が徴税を担当していた。税収の6割近くはこれら介在者の手に渡っており、さらに様々な名目の税金が不定期に徴収されていた。ムハンマド・アリーは免税地を削減し、20以上あった課税理由をハラージュに一本化し、政府の官吏が定期的に直接徴税を行うよう制度を改めた。税率は農地測量の結果に基づいて決定された。1810年から下エジプトで、1813年から上エジプトで測量が開始されている。既得権益を抱える徴税請負人たちの抵抗もあったが、農地全体の3分の2を管理下に置いていたマムルークの排除に成功したことで改革を進めることが可能となった。税制改革の結果、徴税効率が向上し税収は増加した。

### 行政
ムハンマド・アリーはフランス、とくにナポレオン・ボナパルトの政策に範をとった、行政機構の近代化・中央集権化を断行した。中央集権が実現したことにより、主要生産物の専売制が進み、歳入は拡大した。一方で中央集権化の弊害として、ほぼすべての施策についてムハンマド・アリーの裁可を仰ぐ、行政手続きの煩雑化、セクショナリズムといった現象も見られた。
中央政府の機能は当初、総督官房と内務省の2つの機関に集約されたが、1837年に行政機能の拡大に対応するため財務・外務など8つの省が設置された。
地方の行政機関は州、県、郡、区の4つの機関により構成され、それぞれの機関に中央政府から官吏が派遣された。これらの機関は中央政府の政策を実現するためのものであって、自治は行われなかった。州や県の知事には施策実施に際して中央政府に対し、事前の承認を得、定期的な報告を行う義務があった。ムハンマド・アリーは地方農村部の行政を「国富の源泉」として重視し、年に2回地方を巡回したほか、監督機関である「監察総局」を設置した。
1828年に政府公文書館が設置され、各地に散逸していた行政文書が集められた。行政において用いられる言語は当初、トルコ語とアラビア語の併用であったが、アラブ系エジプト人の官吏への登用が進むに従ってアラビア語が優勢となっていった。

### 農業
ムハンマド・アリーは前述のように農地に関する税制の改革に取り組んだ他、国家が農地を管理下に置いた上で栽培する作物を指定し、収穫物を公定価格で買い上げる制度を導入、実質的な農業の国営化を行った。また、主要農産物の専売制を導入し、国内販売および輸出を国家の管理下に置いた。専売制による歳入は1836年の時点で全体の22.4%を占めるなど国家財政の重要な基盤となった。ただし農業の国営化は短期的には生産の効率化をもたらしたものの、中長期的には農家の生産意欲の低下を招き、在位後期には民営化が進められることとなった。
ムハンマド・アリーは農業を振興するため、運河、堤防、排水路、灌漑設備などのインフラ整備を行った。在位中32の運河と42のダムが建設され、運河や堤防などに関する土木工事の総量は約7187万9000ないし約7911万5000立方メートルにのぼるとされる。1843年着工、1861年完成のダム、デルタ・バラージュの規模は、建設当時世界最大であったといわれている。ムハンマド・アリーが農業政策を実行する前に約321万8700フェッダンだった課税対象耕作地の面積は、1863年には約439万5300フェッダンに拡大した。
ムハンマド・アリーはナイル川流域に用水路を整備し、灌漑の方式を、増水期に発生する洪水を堤防内に引き入れて作った溜池を利用する旧来の方式（溜池式灌漑）から用水路を活用し増水期減水期を問わず耕作が可能となる方式（通年式灌漑）へ移行させることを試みた。その結果、通年式灌漑は19世紀末には全エジプトに普及した。加藤博は、ムハンマド・アリーが通年灌漑を導入したことは後にエジプトが農業立国として発展する基礎になったと評価している。一方、減水期に用水路にたまった泥土を除去する作業は農民の負担となった。1825年以降、この作業のために毎年35万人の農民が4か月間使役されたといわれている。
通年式灌漑の導入・整備により、換金作物の大規模栽培が可能となった。エジプト産の換金作物としては綿花、米、インディゴ、サトウキビなどが挙げられるが、ムハンマド・アリーがとくに生産を奨励したのは利幅が大きいとされる綿花であった。綿花の専売による歳入は全体の10分の1ないし4分の1を占めたといわれ、綿花はムハンマド・アリー以降の時代もエジプトにとって主要輸出品であり続けている。エジプトの主要な長繊維綿花のひとつである「ジュメル」は、ムハンマド・アリー在位中の1820年にフランス人ルイ・アレックス・ジュメルによって開発された品種である。

### 工業
農業分野と同様、工業分野においても国家主導の振興策がとられた。まず1800年代の終わりから造兵廠が建設され、1810年代に綿紡績、ジュート加工、石鹸、絹織物、製糖、毛織物、ガラス、1820年代にガラス、皮革、1830年代に製紙と、各分野で国営工場の建設が続いた。1833年には総労働力人口のおよそ9%にあたる11万人ほどがこれら国営工場に勤務していた。ムハンマド・アリーは兵器製造施設の整備にも力を注ぎ、1816年に造兵廠が拡張されるとともに鋳造工場が、1820年に大型の製鉄工場が建設された。1820年に建設された国営の印刷所はエジプト初の印刷所であり、2000年代においても「中東最大規模の政府印刷所」と称されている。この印刷所では1828年11月に、中東地域初のアラビア語による新聞『アル・ワカーイ・アル・ミスリーヤ』が発行された。
工場の多くは輸入を抑制するために建設されたが、綿産業など繊維産業についてはそれにとどまらず、将来的に輸出産業とすることが目標とされた。エジプト産の綿製品はやがて国家専売制が敷かれた国内市場ではイギリスからの輸入品に対抗できるだけの競争力を持つまでに成長し、そのことが第二次エジプト・トルコ戦争においてイギリスの介入を招く一因となった。もっとも、工場で生産された製品の多くは原価割れで販売された。資金面の問題から十分な人数の技師を雇用することができず、原料の浪費や機械の故障が相次いだことや、工場稼働のために徴用された農民は技術にも意欲にも欠けていたこと、何より燃料費が高額で技術者も不足していたため動力に蒸気機関を使うことができず、牛やロバ、ラクダを使役したこと、加えて機械の故障を修理する能力も十分ではなかったことなどが原因で、導入した設備の生産性がたちまち低下したためである。原価計算も適切ではなく、製品の原価は輸入品以上に高額となってしまった。ムハンマド・アリーは近代的な工場を整備することで歳入の大幅な増加を見込んだが、そのもくろみは失敗に終わった。
工業においても農業と同様、国家が生産者に原材料を販売し製品を公示価格で買い上げる制度が導入され、実質的な専売が行われた。この制度は手工業においては、政府が製造者から安く仕入れた製品を商人に高く販売することを可能とし、短期的には生産の効率化も実現した。しかし中長期的には製造業者の生産意欲の低下を招くこととなった。
第二次エジプト・トルコ戦争に敗れると、ムハンマド・アリーは1838年にイギリスとオスマン帝国が結んだ通商協定、バルタ・リマン協定の実施を余儀なくされた。バルタ・リマン協定は低率の輸入関税を定め、専売制を禁止する内容で、締結された当初ムハンマド・アリーは支配領域内での協定適用を拒否していた。この協定を受け入れたことによりエジプトの専売制はほぼ崩壊し、エジプトの工業製品はヨーロッパの製品との自由競争にさらされた。自由競争によりエジプト産の製品はイギリス・インドの製品に駆逐されていった。さらに軍縮が行われたことで軍需も落ち込んだ。「バルタ・リマン協定」によりエジプトの工業は決定的な打撃を被り、衰退の一途を辿ったのである。その後のエジプトは「英国をはじめとするヨーロッパ諸国に綿花などの原材料を輸出し、工業製品を輸入するといういわば植民地型の国際分業」の中に組み込まれていくことになる。

### 通商
ムハンマド・アリーの在位中、エジプトでは工業生産に必要不可欠であった鉄鉱石や石炭といった資源が産出されず、船舶建造のための木材も十分に確保することができなかった。それらの資源は輸入によって確保しなければならず、そのための資金（外貨）を捻出するために輸出を振興する必要があった。ムハンマド・アリーにとって幸運だったのは、18世紀末にヴェネツィア共和国が滅亡し、イギリスとの戦争によりフランスの国力が低下していたことから、地中海貿易によって利益を得る余地が十分にあったことである。貿易は国家の管理の下に行われたが、実際の取引は民間が行った。1830年代の時点で、主な貿易相手はオスマン帝国、オーストリア、イタリア（トスカーナ）、フランス、イギリスなどであった。
当初の輸出品目は穀物であったが1821年までに綿花、さとうきび、亜麻、亜麻仁、胡麻、絹、蜂蜜などが加えられていった。綿花は小麦にとって代わるようになり、1840年の綿花の輸出額は小麦の2倍にのぼった。ムハンマド・アリーは農産物輸出のための積出港としてアレキサンドリア港を整備し、さらに同港とナイル川とを結ぶ運河（マフムディーヤ運河、1817年着工、1820年完成）を建設した。これによりアレキサンドリア・カイロ間の水路距離が大きく短縮され、輸出能力が向上した。同時にアレキサンドリアへの飲料水の供給が容易となり、アレキサンドリアの水不足が解消された。マフムディーヤ運河によって、低迷していたアレクサンドリアは活力を取り戻した。
ムハンマド・アリーが権力を掌握した当初、政治の混迷が続いていたエジプトでは行政が機能せず、市民がインフラ整備を行う始末であった。また、農産物の略奪が相次ぐなど治安は極めて悪かった。治安の改善を図るため、ムハンマド・アリーは各地に軍を駐屯させ、定期的な巡視を行わせた。その成果をイギリスの領事ミゼットは「エジプト全土で驚くほど治安が確立され、ヨークシャーと同じくらい安全になった」と表現している。これにより交通・通商の安全が確保され、経済活動が促進された。
ムハンマド・アリーは農産物・工業製品の専売制を実施して多額の利益を上げた。当初は輸出製品についてのみ実施していたが、1829年以降は国内流通分にも適用された。公定価格は市場価格よりも安く設定され、それにより政府は莫大な歳入を得た。1836年、ロシアの領事はエジプトの輸出品の95%が専売によるものであると報告している。前述のように第二次エジプト・トルコ戦争に敗れ専売制を禁止する「バルタ・リマン協定」の実施を受け入れたことでエジプトの専売制はほぼ崩壊した。

### 軍事
前述のように、ムハンマド・アリーはフランスを模範とする近代的な軍隊の創設を目指し、軍事改革を断行した。陸軍強化のために1822年に農民に対する徴兵制を導入し、ナポレオン戦争敗戦により失職したフランスの元軍人を軍事顧問として招へいした。1830年代後半には70人を超える軍事顧問が雇用されていた。ギーザには士官学校が設けられ、軍人の資質のある者への教育が行われた。ムハンマド・アリーは1807年のイギリス軍上陸を受けて海軍力の強化にも乗り出し、ヨーロッパで艦船の建造を行ったほか、カイロ北部とアレキサンドリアに海軍工廠を建設した。ナヴァリノの海戦で多くの艦船を失うと、精密な航海機器と大砲以外のすべてを自力で製造できる能力を備える造船所を建設した。エジプト海軍はナヴァリノの海戦でフリゲートとコルベット計43隻を失ったが、1837年には戦艦8隻、巡洋艦7隻にまで戦力を持ち直している。1830年時点の海軍力は世界第7位の規模であったが、第二次エジプト・トルコ戦争敗戦後就役艦はすべてオスマン帝国に売却された。
エジプトには農民が兵役につく慣習はなく、農民たちは徴兵制に恐怖した。農村からは逃亡者が相次ぎ、1831年には上エジプトの農民の4分の1が逃亡したと報告されている。ムハンマド・アリーは徴兵を拒否したり逃亡した者には親族の連帯責任を伴う処罰を課した。農民の中からは故意に身体の一部を傷つけて徴兵から逃れようとする者も多く現れた。そうした者は工場で労働に従事させられたが、1830年代後半になると健常な人間の確保に苦しみ、徴兵の実施地域をシリアおよびカンディヤに拡大させるとともに、盲人の連隊が設けられるに至った。徴兵の方法は強圧的なもので、農村では軍隊が出動して村を包囲し、農民を鎖で拘束して連行した。このような方法は農民の反発を招き、1820年代前半には大規模な反乱が起こった。都市部でも祭礼に参加するために集まった商人を軍隊が包囲し、連行するといった強引な方法がとられた。キリスト教徒をも徴兵の対象に含めたことはヨーロッパ諸国からの非難を招いた。徴兵制は農村の生産力に悪影響を及ぼす一方、兵士には基本的教育が行われ、農村単位の帰属意識を越えた国民的な共同体意識が植えつけられた。軍はウラービー革命以降、エジプトで起こった民族運動において中心的な役割を担っていくことになる。1837年、ムハンマド・アリーはフランス式の志願兵制度導入を決めたがこの政策は実行されず、フランスの国民兵制に範をとった兵制が実施された。
ムハンマド・アリーが有する兵力はスーダンへの遠征を開始した時点で1万6000人であった。ギリシア独立戦争中に増強が図られ1829年に6万2150人、第一次エジプト・トルコ戦争後の1832年に12万5000人、第二次エジプト・トルコ戦争開戦直前の1838年に15万7000人に増大したが、第二次エジプト・トルコ戦争敗戦後1万8000人に削減された。一般兵卒は全員エジプト人によって構成されたが、ムハンマド・アリーはエジプト人を信用せず、上級士官には登用しなかった。士官の多くはトルコ人、チェルケス人、アルバニア人、クルド人などトルコ・チェルケス系によって構成された。

### 教育
教育分野では専門部局（後に教育省に昇格）が設置され、フランス式の初等教育制度や、ヨーロッパの技術習得に力点を置いた理工系中心の高等教育制度が導入された。また、軍事省の管轄の下、医学、薬学、獣医学、鉱物学、応用化学、農業、通信、工芸、外国語など各種専門学校も設立された。これら教育制度の整備は「その後のエジプトの発展に最も貢献した中核的な政策」と評価されており、現在エジプトが他のアラブ諸国に対し多くの教員を派遣すると同時に多くの留学生を受け入れ、「アラブ世界の知的センター」として機能している基盤を作り上げたと評される。正規の教育を受けたことがなく、47歳のときに読み書きを学び始めたムハンマド・アリーは、教育の重要性を痛感していたといわれる。

## 人物
ムハンマド・アリーは清潔好きで、毎朝入浴を欠かさなかった。倹約家であり、服装は質素で、金の懐中時計を愛用した以外に宝飾品を身につけることはなかった。このことは肖像画に描かれた姿にも表れている。身のこなしが優雅で威厳に満ちていた反面、ユーモアのセンスも持ち合わせ、親しい相手には茶目っ気を見せたという。ムハンマド・アリーの目はくるくるとよく動き、会う者を惹きつけたという。
山内昌之はムハンマド・アリーの肖像画の目から、「ほんとうは人なつっこい性格なのに、権力者としてのポーズにそれを包みこんで含羞を隠している風情」が読み取れると述べている。一方で牟田口義郎によると、イギリスのある外交官はムハンマド・アリーの笑顔について、「にこやかに笑いながら人を殺したというリチャード3世のあの笑顔だ」と評したという。ムハンマド・アリーの目はその他に、「もし天才を示す目を持つ人間がいるとしたら、ムハンマド・アリーこそかかる人間であり、……その目はガゼルのように魅惑的であり、また、嵐のときにおける鷲の目のように荒々しかった」とも、「落ち着きのない、自分の店で万引きを見張る商人の目」とも評された。

## 子女
- 長男 イブラーヒーム・パシャ（1789年 - 1848年）
- 次男 アフマド・トゥーソン（1793年 - 1816年）
- 三男 イスマーイール・カーメル（1795年 - 1822年）
- 長女 テウヒィーデ（1797年 - 1830年）
- 次女 ナズーリー（1799年 - 1860年）

以上が正室のアミーナ・ハネムとの間に生まれた子。他に側室との間に30人の子が生まれており、その中にはサイード・パシャがいる。